# Ołena Pacholczyk
Ołena Iwaniwna Pacholczyk (ukr. Олена Іванівна Пахольчик, ur. 2 listopada 1964 w miejscowości Majkain w obecnym Kazachstanie) – ukraińska żeglarka sportowa, dwukrotna medalistka olimpijska.
Brała udział w trzech igrzyskach (IO 1992 – czwarte miejsce w 470 w ekipie Wspólnoty Niepodległych Państw, IO 1996, IO 2000), na dwóch zdobywała medale. W 1996 i 2000 wywalczyła brąz w klasie 470, podczas obu startów partnerowała jej Rusłana Taran. W 1997, 1998 i 1999 zdobywały tytuł mistrzyń globu, w 1995 były drugie. W 1997 zostały wybrane żeglarkami roku przez ISAF.